# Tret lingüístic
Un tret lingüístic és una característica que serveix per descriure les unitats mínimes de cada nivell de la llengua. Tot i que el concepte s'empra de manera intuïtiva des de l'antigor, és amb l'estructuralisme que adquireix un lloc central en l'estudi del llenguatge, de manera que es poden descriure idiomes segons com expressen aquests trets. Els trets es presenten sovint en forma de feixos, de forma que la presència d'un d'ells implica d'altres, per crear classes o tipologies d'unitats.
Cada tret presenta un valor determinat, que pot ser binari (absència o presència d'aquella característica, expressada amb [+X] o [-X] respectivament, com per exemple per indicar si un so és o no és consonàntic) o variable (per exemple per indicar el gènere gramatical d'una paraula, amb representacions diverses).

## Trets fonètics i fonològics
La fonologia adopta el nom de tret distintiu per referir-se a les propietats dels fonemes. Va ser la branca de la lingüística que primer va desenvolupar amb èxit un inventari tancat de trets rellevants que poden ser comuns a diferents llengües. Els trets distintius es basen en paràmetres acústics i sobretot articulatoris per distingir i descriure els sons de la parla independentment de la llengua concreta que es parli. Poden ser trets segmentals si afecten a un únic so o a un dígraf o bé suprasegmentals si intervenen en elements amplis de la tira fònica, com per exemple el to.

## Trets gramaticals
La morfosintaxi usa el concepte de tret gramatical per descriure fenòmens que es produeixen en formar oracions. Alguns d'ells són les nocions tradicionals de gènere, nombre o temps, mentre que d'altres afegits posteriorment descriuen realitats com la de focalització o evidencialitat. Els feixos de trets gramaticals permeten agrupar les paraules en categories, siguin lèxiques o funcionals.
Es parla de trets marcats o no marcats segons com cada llengua prioritzi un valor o un altre, per exemple el masculí és el gènere no marcat en català, enfront del femení. Igualment es poden agrupar en trets manifests o encoberts, essent el darrer cas quan la llengua estudiada no marca de manera fònica el tret però opera sobre les restriccions de combinació de mots. Un altre criteri és la selecció d'altres mots que comporta un tret determinat, una selecció que pot ser lèxica (superior jeràrquicament) o sintàctica.

## Trets semàntics
Determinades escoles de semàntica descomponen el significat en "trets", que són propietats comunes a diferents mots. No tots els estudiosos, però, creuen que es pugui explicar l'accepció d'una paraula o expressió amb trets, ja que l'inventari seria massa ampli com per resultar descriptiu, atesa la complexitat d'aquest nivell d'estudi, suposant que el significat fos composicional. De fet, és la branca on menys consens hi ha sobre els trets que es poden emprar, al marge d'alguns amb força tradició com el de [± animat], per exemple. També existeix polèmica sobre la relació amb el concepte de sema, que pot ser equivalent al de tret semàntic o un compost superior.